# پاپوش (مجارستان)
پاپوش (به مجاری:  Papos) یک منطقهٔ مسکونی در مجارستان است که در ناحیه ماته‌سالکا واقع شده‌است. پاپوش ۱۰٫۶۷ کیلومتر مربع مساحت و ۸۲۹ نفر جمعیت دارد.